# Bashkim Shehu
Bashkim Shehu, né le 22 juin 1955 à Tirana en Albanie, est un écrivain de langue albanaise. Il vit à Barcelone en Espagne

## Biographie
De 1975 à 1980, Bashkim Shehu poursuit des études de lettres à l'Université de Tirana, puis travaille comme scénariste au Studio national de cinéma.
À l'époque sa famille fait partie des plus hautes sphères du pouvoir albanais. Son père Mehmet Shehu, alors premier ministre de la République populaire socialiste d'Albanie, est le successeur présumé du dictateur Enver Hoxha. Cette situation privilégiée permet au fils, Bashkim Shehu, futur écrivain, d'avoir accès à de nombreux textes interdits. Il a ainsi, dès sa jeunesse, la possibilité de découvrir et de lire dans des éditions occidentales beaucoup de livres d'auteurs étrangers normalement censurés. Par exemple Franz Kafka qu'il découvre à l'âge où l'on cherche à défier l'autorité parentale. Il aime lire. Et son désir d'écrire s'éveille. Il publie ses premiers récits en 1977.
Or, à l'automne 1981, à cause de la paranoïa du dictateur, le premier ministre Mehmet Shehu est soupçonné d'être « un agent multiple au service des étrangers ».  Le 17 décembre 1981, il est retrouvé mort dans sa chambre. En 1982, Bashkim Shehu est condamné à une peine de dix ans d'emprisonnement pour propagande subversive. En 1989, cette peine est reconduite pour 8 ans. Il est finalement libéré en 1991 après la chute du régime communiste.
À sa sortie de prison, il retravaille pour quelque temps comme scénariste au Studio national de cinéma, puis quitte l'Albanie pour Budapest où il poursuit des études de Sociologie de 1993 à 1995 à l'Institut de Sociologie à l'Université de Budapest. Puis,de retour à Tirana, il milite pour les droits de l’homme au sein du Comité Helsinki.
En 1997, il s’exile à Barcelone où il est accueilli en Ville-refuge.
Depuis 1997, il vit à Barcelone. Il a quatre enfants.
Après avoir travaillé pour le Parlement international des écrivains et pendant dix ans pour le CCCB (Centre de Cultura Contemporània de Barcelona), il travaille actuellement en free-lance. Il écrit. Il traduit, ou co-traduit en albanais avec sa compagne Edlira Hoxholli de l'anglais, du français, de l'espagnol et du catalan, des auteurs comme Roberto Bolaño, Zygmunt Bauman, Hannah Arendt, Jaume Cabré, George Steiner, etc. et participe à différents projets culturels.
Il publie très régulièrement et ses œuvres sont traduites dans plusieurs langues.

## Œuvres en albanais
- Rrugëtimi i mbramë i Ago Ymerit (Le dernier voyage de Ago Ymeri), roman, Buzuku, Tirana, 1995  (ISBN 86-7785-025-2)
- Rrethi (Le cercle), roman, Pristina, 2000, Tirana, 2002
- Orfeu në Zululandën e Re (Orphée au Nouveau Zoulouland), roman, Tirana, 2003
- Udhëkryqi dhe humnerat (Le carrefour et les abîmes), roman, Tirana, 2003
- Gjarpri dhe heronj të tjerë (Le serpent et autres héros), roman, Tirana, 2004
- Angelus Novus (Angelus Novus), roman, Tirana, Toena, 2005  (ISBN 978-99943-1-036-4)
- Hija e gurit (L'ombre de la pierre), récits, Tirana, Toena, 2006  (ISBN 99943-1-068-2)
- Mozart, me vonesë (Mozart avec retard), roman, Tirana, Toena, 2009  (ISBN 978-99943-1-506-2)
- Loja, shembja e qiellit (Le jeu, la chute du ciel)[1],roman, Tirana, Toena, 2013  (ISBN 978-99943-1-881-0)
- Fjalor udhëzues për misterin e dosjeve (Dictionnaire guide pour le mystère des dossiers), roman, Tirana, Toena, 2015  (ISBN 978-99943-1-950-3)

## Œuvres traduites en français
- L'automne de la peur (Vjeshta e ankthit), roman (trad. Isabelle Joudrain-Musa), Paris, Fayard,1993  (ISBN 2-213030847)
- Le dernier voyage de Ago Ymeri (Rrugëtimi i mbranë i Ago Ymerit), roman (trad. Anne-Marie Autissier), Paris, L'Esprit des Péninsules,1995  (ISBN 2-910435-04-0)
- Œdipe roi, Œdipe menteur, récits (trad. Anne-Marie Autissier), Paris, L'Esprit des Péninsules, 1998  (ISBN 2-910435-36-9)
- Le piège, récit (trad. Élisabeth Chabuel), Die, Éditions Imprévues, 2015  (ISBN 979-10-93722-08-5) Éditions Imprévues
- La terre promise, récit in : Les Belles Étrangères. 13 écrivains d'Albanie, Paris, Ministère de la Culture et de la Communication, Centre national du livre, 1998

## Distinctions
Fin 2013, le livre Loja, shembja e qiellit est élu meilleure prose de l'année par le jury du prix At Zef Pllumi, deuxième édition du prix littéraire de la ville de Shëngjin en Albanie.